# أرني (أسطورة)
أرني (النعجة) (بالإنجليزية: Arne)‏ في الأساطير اليونانية: ابنه أيولس ملك مغنسيا في تساليا، أحبها بوزیدون وأراد أن يجامعها، فحول نفسه إلى ثور ليعاشرها جنسيا. وعندما اكتشف أنها حامل وضع حارسها في السجن، ووضعت أرنی ولدین هما: أيولس وبوئتیوس. روی أوفيد قصتها في مسخ الكائنات (الكتاب السادس).